# Лондонские псы
«Лондонские псы» (англ. Love, Honour & Obey) — британский художественный фильм в жанре гангстерской комедии, поставленный режиссёрами Домиником Анчиано и Рэем Бердисом по их совместному сценарию. В исполнительский состав, как и в предыдущем фильме творческого тандема, помимо самих режиссёров вошёл ряд актёров, традиционно относимых к команде Primrose Hill.

## Сюжет
Молодой человек по имени Джонни сыт по горло своими жизненными неудачами. Он бросает должность мальчика на посылках и обращается за помощью к своему другу Джуду, чей дядя — крупный гангстер в криминальном мире Лондона. Главная цель Джонни — попасть в «клан». Однако, когда его мечта сбывается, героя ждёт разочарование — мафиози на самом деле не такие уж и крутые ребята, и им больше нравится проводить время на тусовках и в караоке-баре. Вскоре Джонни понимает, что нужно брать дело в свои руки, и окунается в мир головокружительных ситуаций.

## В ролях
| Актёр            | Роль                 |
| ---------------- | -------------------- |
| Джонни Ли Миллер | Джонни               |
| Джуд Лоу         | Джуд                 |
| Рэй Уинстон      | Рэй Крид             |
| Сэйди Фрост      | Сэйди                |
| Шон Пертви       | Шон                  |
| Рэй Бардис       | Рэй                  |
| Доминик Анчино   | Доминик              |
| Кэти Бёрк        | Кэти                 |
| Дэниз Ван Утен   | Морин                |
| Рис Иванс        | Мэттью               |
| Джон Бэккетт     | Джон                 |
| Тревор Лэйерд    | Трев                 |
| Уильям Скалли    | Билл                 |
| Перри Бенсон     | Перри «Толстяк Алан» |
| Марк Бардис      | Марк                 |

## Отзывы
Рецензент сайта The Movie Scene дал фильму оценку 3 из 5 возможных, отметив, что, будучи гангстерским фильмом, он отнюдь «не романтизирует идею кровавого убийства», а на 90 процентов состоит из британского юмора. И хотя, по мнению критика, фильм не войдёт в анналы истории как великий, такую картину будут смотреть множество раз на протяжении множества лет.